# (1109) Tata
(1109) Tata ist ein Asteroid des Hauptgürtels, der am 5. Februar 1929 vom deutschen Astronomen Karl Wilhelm Reinmuth in Heidelberg entdeckt wurde.
Der Ursprung des Namens ist unbekannt.